# Evelyn Gyrcizka
Evelyn Gyrcizka (* 18. August 1953 in Vöcklabruck) ist eine österreichische Hochschullehrerin, Malerin, Grafikerin, Objekt- und  Textilkünstlerin. Sie lebt und arbeitet gemeinsam mit Gerhard Müller in Wien.

## Leben und Wirken
Gyrcizka studierte von 1973 bis 1980 an der Universität für angewandte Kunst  Wien bei Grete Rader-Soulek und Herbert Tasquil. Sie war ab 1985 Lehrbeauftragte an dieser Universität im Fach Tapisserie. Sie ist seit 1985 Mitglied in der Künstlervereinigung Künstlerhaus Wien. 1990 nahm sie ein Arbeitsstipendium des Kulturamtes der Stadt Wien in Anspruch.
Die Künstlerin arbeitet in den Bereichen Buchkunst, Grafik, Malerei, Objekt- und Textilkunst. 
Sie kann ab 1976 auf zahlreiche Einzelausstellungen und Ausstellungsbeteiligungen verweisen und nimmt seit 1996 an Kunstmessen teil.

## Auszeichnungen
- Diplompreis (1980) und Anerkennungspreis (1985) des Landes Niederösterreich,
- Theodor-Körner-Preis (1986)
- Förderpreis des Landes Oberösterreich (1988)
- PSK Preis, Künstlerhaus Wien (1995)
- Landeskulturpreis für bildende Kunst des Landes Oberösterreich (2000)